# Frank Wernitz
Frank Wernitz (* 1957 in Borås, Schweden) ist ein deutscher Militärhistoriker, der ein grundlegendes Werk zum Eisernen Kreuz veröffentlichte. Seit 2012 ist der Museumsmitarbeiter Vorsitzender der Deutschen Gesellschaft für Heereskunde.

## Leben
Wernitz studierte zunächst Kommunikationswissenschaften an der Hochschule der Künste Berlin (Diplom-Designer). Es folgte ein Studium der Neueren und Neusten Geschichte, Ost- und Südosteuropäischen Geschichte und Politischen Wissenschaften an der Ludwig-Maximilians-Universität München. 1993 wurde er bei Hans Schmidt ebendort mit der Dissertation «They have been blooded and behaved very well.» Britische leichte Truppen in der Armee des Herzogs Ferdinand von Braunschweig 1760–63. Ein Beitrag zur Geschichte des kleinen Krieges im 18. Jahrhundert zum Dr. phil. promoviert.
Von 2000 bis 2016 war er Leiter der zentralen Personalverwaltung der staatlichen Museen und Sammlungen in Bayern. Seitdem ist er Kurator am Bayerischen Armeemuseum in Ingolstadt und dort zuständig für Orden und Ehrenzeichen, Grafik und Dokumente.
Seit 2012 ist Wernitz als Nachfolger von Rolf Wirtgen Vorsitzender der Deutschen Gesellschaft für Heereskunde e. V. Außerdem ist er Mitglied des wissenschaftlichen Beirats der Deutschen Gesellschaft für Ordenskunde e. V. und bekleidet den Dienstgrad eines Oberstleutnants der Reserve der Bundeswehr. Er veröffentlichte u. a. in den Militärgeschichtlichen Beiträgen des MGFA.
Das erste Werk Wernitz’, Die preussischen Freitruppen im Siebenjährigen Krieg, 1756–1763. Entstehung, Einsatz, Wirkung (1994), wird als einziger Beitrag des Podzun-Pallas-Verlages im Reader’s Guide to Military History geführt und vom renommierten britischen Militärhistoriker Peter H. Wilson als prägnante Einführung in die Thematik beschrieben. Sein 2013 im Verlag Militaria erschienener Doppelband über das Eiserne Kreuz gilt in Fachkreisen als einer der wichtigsten Beiträge zur Auszeichnung.

## Auszeichnungen
- 2002 Ehrenkreuz der Bundeswehr in Gold

## Schriften (Auswahl)
Monografien
- Die preussischen Freitruppen im Siebenjährigen Krieg, 1756–1763. Entstehung, Einsatz, Wirkung. Podzun-Pallas, Wölfersheim-Berstadt 1994, ISBN 3-7909-0516-X.
- Die Armee Friedrich des Großen im Siebenjährigen Krieg, 1756–1763. Podzun-Pallas-Verlag, Wölfersheim-Berstadt 2002, ISBN 3-7909-0752-9.
- Das Eiserne Kreuz. 1813 – 1870 – 1914. Geschichte und Bedeutung einer Auszeichnung (= Kataloge des Bayerischen Armeemuseums Ingolstadt. Bd. 11). Mit Farbfotos von Georg Schnellnberger, 2 Bände, Verlag Militaria, Wien 2013, ISBN 978-3-902526-58-8. (englische Ausgabe 2013)

- Band 1: Hauptband
- Band 2: Typologie [unter Mitarbeit von Volker Simons]

Beiträge in Sammelbänden
- Die Ausgestaltung einer königlichen Idee – Vom Ordenskreuz zum vollendeten Bild Eisernes Kreuz. Eine Hommage an Ferdinand Graf von Einsiedel. In: Horst Remane, Sybille Fischer (Hrsg.): Das Eisenwerk Lauchhammer unter den Grafen von Einsiedel. Festschrift 20 Jahre Kunstgussmuseum Lauchhammer 2013. Drei-Birken-Verlag, Freiberg 2013, ISBN 978-3-936980-39-4, S. 231 ff.
- „Der Soldat mit dem Generale ganz gleich …“. Ein Beitrag zur Entstehungsgeschichte des Eisernen Kreuzes. In: Gerhard Bauer, Gorch Pieken, Matthias Rogg (Hrsg.): Blutige Romantik. 200 Jahre Befreiungskriege. Essays und Katalog (= Forum MHM. Bd. 4). Band 1: Essays. Sandstein, Dresden 2013, ISBN 978-3-95498-037-6, S. 122 ff.
- Die Erneuerungen des Eisernen Kreuzes 1870 und 1914. Betrachtungen zur Verleihungspraxis eines „deutschen“ Ehrenzeichens. In: Winfried Heinemann (Hrsg.): Das Eiserne Kreuz. Die Geschichte eines Symbols im Wandel der Zeit (= Potsdamer Schriften zur Militärgeschichte. Bd. 24). Im Auftrag der Deutschen Kommission für Militärgeschichte und des Zentrum für Militärgeschichte und Sozialwissenschaften der Bundeswehr, Potsdam 2014, ISBN 978-3-941571-30-3, S. 21 ff.